# Paradiž
Paradiž is een plaats in de gemeente Sveta Nedelja in de Kroatische provincie Istrië. De plaats telt 57 inwoners (2001).